# ریما عبدالملک
ریما عبدالملک (انگلیسی: Rima Abdul Malak؛ زادهٔ ۱۱ فوریهٔ ۱۹۷۹) سیاستمدار اهل فرانسه است، که در دولت الیزابت بورن به‌عنوان وزیر فرهنگ فرانسه فعالیت می‌کرد.